# Bendegúz Tóth
Bendegúz Tóth (ur. 17 września 1997; zm. 5 czerwca 2020) – węgierski zapaśnik walczący w stylu wolnym. Zajął siedemnaste miejsce na mistrzostwach świata w 2019. Jedenasty na mistrzostwach Europy w 2020. Wicemistrz akademickich MŚ w 2018. 
Wicemistrz Europy U-23 w 2017 i kadetów w 2014 roku.
Mistrz Węgier w 2019, drugi w 2017; trzeci w 2016, 2018 roku.